# وج قزم
وَجّ قزم أو وَجّ عشبي (باللاتينية: Acorus gramineus) ، (بالإنجليزية: Dwarf sedge)، نبات مائي ينمو ببطء ويحتاج لحوض عميق.